# Volta a la Comunitat Valenciana 2005
La Volta a la Comunitat Valenciana 2005, sessantatreesima edizione della corsa valevole come prova del circuito UCI Europe Tour 2005 categoria 2.1, si svolse in cinque tappe dal 22 al 26 febbraio 2005 per un percorso totale di 792,4 km, con partenza da Calp e arrivo a Valencia. Fu vinta dall'italiano Alessandro Petacchi del team Fassa Bortolo, che si impose in 19 ore 7 minuti e 31 secondi, alla media di 41,43 km/h.
Al traguardo di Valencia 79 ciclisti conclusero la vuelta.

## Tappe
| Tappa  | Data        | Percorso             | km    | Vincitore di tappa  | Leader cl. generale |
| ------ | ----------- | -------------------- | ----- | ------------------- | ------------------- |
| 1ª     | 22 febbraio | Calp > Calp          | 150,2 | Alessandro Petacchi | Constantino Zaballa |
| 2ª     | 23 febbraio | Jávea > Sagunto      | 178   | Alessandro Petacchi | Alessandro Petacchi |
| 3ª     | 24 febbraio | Sagunto > Alzira     | 153,7 | Andoni Aranaga      | Alessandro Petacchi |
| 4ª     | 25 febbraio | Alzira > El Campello | 161   | Juan Antonio Flecha | Alessandro Petacchi |
| 5ª     | 26 febbraio | Valencia > Valencia  | 149,5 | Alessandro Petacchi | Alessandro Petacchi |
| Totale | Totale      | Totale               | 792,4 |                     |                     |

## Squadre e corridori partecipanti
| N.    | Cod. | Squadra                        |
| ----- | ---- | ------------------------------ |
| 1-8   | ECV  | Comunidad Valenciana           |
| 11-18 | RAB  | Rabobank                       |
| 21-28 | LIQ  | Liquigas-Bianchi               |
| 31-38 | APV  | Andalucía-Paul Versan          |
| 41-48 | FAS  | Fassa Bortolo                  |
| 51-58 | SPI  | Spiuk-Semar                    |
| 61-68 | EUS  | Euskaltel-Euskadi              |
| 71-78 | IBA  | Illes Balears-Caisse d'Epargne |

| N.      | Cod. | Squadra                |
| ------- | ---- | ---------------------- |
| 81-87   | PHO  | Phonak Hearing Systems |
| 91-98   | REL  | Relax-Fuenlabrada      |
| 101-108 | COF  | Cofidis                |
| 111-118 | SDV  | Saunier Duval-Prodir   |
| 121-128 | TMO  | T-Mobile Team          |
| 131-138 | C.A  | Crédit Agricole        |
| 141-148 | KAI  | Kaiku                  |
| 151-158 | LSW  | Liberty Seguros-Würth  |

## Dettagli delle tappe

### 1ª tappa
- 22 febbraio: Calp > Calp – 150,2 km

Risultati
| Pos. | Corridore           | Squadra       | Tempo    |
| ---- | ------------------- | ------------- | -------- |
| 1    | Alessandro Petacchi | Fassa Bortolo | 3h46'43" |
| 2    | Constantino Zaballa | Saunier Duval | a 1"     |
| 3    | Martín Perdiguero   | Phonak        | s.t.     |

| Pos. | Corridore           | Squadra       | Tempo    |
| ---- | ------------------- | ------------- | -------- |
| 1    | Constantino Zaballa | Saunier Duval | 3h46'32" |
| 2    | Alessandro Petacchi | Fassa Bortolo | a 1"     |
| 3    | Martín Perdiguero   | Phonak        | a 8"     |

### 2ª tappa
- 23 febbraio: Jávea > Sagunto – 178 km

Risultati
| Pos. | Corridore           | Squadra       | Tempo    |
| ---- | ------------------- | ------------- | -------- |
| 1    | Alessandro Petacchi | Fassa Bortolo | 4h27'40" |
| 2    | Isaac Gálvez        | Illes Balears | s.t.     |
| 3    | Luciano Pagliarini  | Liquigas      | s.t.     |

| Pos. | Corridore           | Squadra       | Tempo    |
| ---- | ------------------- | ------------- | -------- |
| 1    | Alessandro Petacchi | Fassa Bortolo | 8h14'03" |
| 2    | Constantino Zaballa | Saunier Duval | a 9"     |
| 3    | Martín Perdiguero   | Phonak        | a 17"    |

### 3ª tappa
- 24 febbraio: Sagunto > Alzira – 153,7 km

Risultati
| Pos. | Corridore           | Squadra        | Tempo    |
| ---- | ------------------- | -------------- | -------- |
| 1    | Andoni Aranaga      | Kaiku          | 3h47'43" |
| 2    | David Blanco        | Comunidad Val. | s.t.     |
| 3    | Alessandro Petacchi | Fassa Bortolo  | a 3'45"  |

| Pos. | Corridore           | Squadra       | Tempo     |
| ---- | ------------------- | ------------- | --------- |
| 1    | Alessandro Petacchi | Fassa Bortolo | 12h05'27" |
| 2    | Constantino Zaballa | Saunier Duval | a 13"     |
| 3    | Martín Perdiguero   | Phonak        | a 20"     |

### 4ª tappa
- 25 febbraio: Alzira > El Campello – 161 km

Risultati
| Pos. | Corridore           | Squadra       | Tempo    |
| ---- | ------------------- | ------------- | -------- |
| 1    | Juan Antonio Flecha | Fassa Bortolo | 3h39'14" |
| 2    | Alessandro Petacchi | Fassa Bortolo | a 9"     |
| 3    | Aitor Pérez Arrieta | Spiuk-Semar   | s.t.     |

| Pos. | Corridore           | Squadra       | Tempo     |
| ---- | ------------------- | ------------- | --------- |
| 1    | Alessandro Petacchi | Fassa Bortolo | 15h44'44" |
| 2    | Aitor Pérez Arrieta | Spiuk-Semar   | a 27"     |
| 3    | Antonio Colom       | Illes Balears | a 31"     |

### 5ª tappa
- 26 febbraio: Valencia > Valencia – 149,5 km

Risultati
| Pos. | Corridore           | Squadra         | Tempo    |
| ---- | ------------------- | --------------- | -------- |
| 1    | Alessandro Petacchi | Fassa Bortolo   | 3h22'57" |
| 2    | Francisco Ventoso   | Saunier Duval   | s.t.     |
| 3    | Geoffroy Lequatre   | Crédit Agricole | s.t.     |

| Pos. | Corridore           | Squadra       | Tempo     |
| ---- | ------------------- | ------------- | --------- |
| 1    | Alessandro Petacchi | Fassa Bortolo | 19h07'31" |
| 2    | Aitor Pérez Arrieta | Spiuk-Semar   | a 34"     |
| 3    | Antonio Colom       | Illes Balears | a 38"     |

## Evoluzione delle classifiche
| Tappa              | Vincitore           | Classifica generale | Classifica scalatori | Classifica a punti  | Classifica combinata | Classifica a squadre       |
| ------------------ | ------------------- | ------------------- | -------------------- | ------------------- | -------------------- | -------------------------- |
| 1ª                 | Alessandro Petacchi | Constantino Zaballa | Constantino Zaballa  | Constantino Zaballa | Constantino Zaballa  | Rabobank                   |
| 2ª                 | Alessandro Petacchi | Alessandro Petacchi | Constantino Zaballa  | Alessandro Petacchi | Constantino Zaballa  | Rabobank                   |
| 3ª                 | Andoni Aranaga      | Alessandro Petacchi | Constantino Zaballa  | Alessandro Petacchi | Constantino Zaballa  | Comunidad Valenciana-Elche |
| 4ª                 | Juan Antonio Flecha | Alessandro Petacchi | Constantino Zaballa  | Alessandro Petacchi | Aitor Pérez Arrieta  | Comunidad Valenciana-Elche |
| 5ª                 | Alessandro Petacchi | Alessandro Petacchi | Constantino Zaballa  | Alessandro Petacchi | Aitor Pérez Arrieta  | Comunidad Valenciana-Elche |
| Classifiche finali | Classifiche finali  | Alessandro Petacchi | Constantino Zaballa  | Alessandro Petacchi | Aitor Pérez Arrieta  | Comunidad Valenciana-Elche |

## Classifiche finali

### Classifica generale
| Pos. | Corridore           | Squadra        | Tempo     |
| ---- | ------------------- | -------------- | --------- |
| 1    | Alessandro Petacchi | Fassa Bortolo  | 19h07'31" |
| 2    | Aitor Pérez Arrieta | Spiuk-Semar    | a 34"     |
| 3    | Antonio Colom       | Illes Balears  | a 38"     |
| 4    | Franco Pellizotti   | Liquigas       | s.t.      |
| 5    | Javier Cherro       | Comunidad Val. | a 39"     |
| 6    | Xabier Zandio       | Illes Balears  | a 43"     |
| 7    | David Muñoz         | Comunidad Val. | a 45"     |
| 8    | David Etxebarria    | Liberty Seg.   | a 46"     |
| 9    | José Ruiz           | Andalucía      | s.t.      |
| 10   | Matthias Kessler    | T-Mobile Team  | s.t.      |

### Classifica a punti
| Pos. | Corridore           | Squadra         | Punti |
| ---- | ------------------- | --------------- | ----- |
| 1    | Alessandro Petacchi | Fassa Bortolo   | 111   |
| 2    | Constantino Zaballa | Saunier Duval   | 59    |
| 3    | Francisco Ventoso   | Saunier Duval   | 42    |
| 4    | Geoffroy Lequatre   | Crédit Agricole | 40    |
| 5    | Luciano Pagliarini  | Liquigas        | 37    |

### Classifica scalatori
| Pos. | Corridore            | Squadra        | Punti |
| ---- | -------------------- | -------------- | ----- |
| 1    | Constantino Zaballa  | Saunier Duval  | 36    |
| 2    | Juan Gomis           | Comunidad Val. | 25    |
| 3    | Javier Ramírez Abeja | Liberty Seg.   | 19    |
| 4    | Aitor Pérez Arrieta  | Spiuk-Semar    | 14    |
| 5    | Iban Mayoz           | Relax-Fuenlab. | 12    |

### Classifica combinata
| Pos. | Corridore           | Squadra       | Punti |
| ---- | ------------------- | ------------- | ----- |
| 1    | Aitor Pérez Arrieta | Spiuk-Semar   | 16    |
| 2    | Constantino Zaballa | Saunier Duval | 18    |
| 3    | Antonio Colom       | Illes Balears | 28    |
| 4    | Xabier Zandio       | Illes Balears | 32    |
| 5    | Juan Antonio Flecha | Fassa Bortolo | 36    |

### Classifica a squadre
| Pos. | Squadra                    | Tempo     |
| ---- | -------------------------- | --------- |
| 1    | Comunidad Valenciana-Elche | 57h21'23" |
| 2    | Liberty Seguros-Würth      | a 12'01"  |
| 3    | Fassa Bortolo              | a 15'38"  |
| 4    | Illes Balears              | a 16'13"  |
| 5    | Andalucía-Paul Versan      | a 18'32"  |